# Castle Freeman, Jr.
Pour les articles homonymes, voir Freeman.
Castle Freeman, Jr., né le 26 novembre 1944 à San Antonio, au Texas, est un écrivain américain, auteur de roman policier.

## Biographie
Fils d'un officier de la United States Army Air Corps, il naît au Texas, mais passe son enfance et son adolescence à Chicago. Il s'inscrit à l'université Columbia en 1968 et, l'année suivante, épouse l'artiste et designer Alice Chaffee. Le couple déménage dans le Vermont en 1972, où Castle Freeman commence à se consacrer à l'écriture, tout en étant rédacteur en chef pour des périodiques et responsable de l'édition de livres chez divers éditeurs. Il signe aussi régulièrement des textes dans des publications locales. 
Son œuvre compte cinq romans, deux recueils de nouvelles, ainsi qu'un recueil d'essais et une monographie historique. Il est de plus l'auteur d'une cinquante nouvelles et d'une centaines d'essais publiés dans divers magazines. Ses récits comme ses essais ont pratiquement toujours pour sujet le Nord des États-Unis et l'État du Vermont.
Viens avec moi (Go with Me), son troisième roman paru en 2008, est son plus gros succès. Ce court thriller est adapté au cinéma par Daniel Alfredson en 2015 sous le titre Viens avec moi (Blackway).

## Œuvre

### Romans
- Judgment Hill (1997)
- My Life and Adventures (2002)
- Go with Me (en) (2008) Publié en français sous le titre Viens avec moi, traduit par Fabrice Pointeau, Paris, Sonatine Éditions, 2015, 185 pages  (ISBN 978-2-35584-387-7) ; réédition, Paris, J'ai lu, coll. « Thriller » no 11653, 2017, 250 pages  (ISBN 978-2-290-13772-7)
- All That I Have (2009)
- The Devil in the Valley (2015)

### Recueils de nouvelles
- The Bride of Ambrose and Other Stories (1987)
- Round Mountain: Twelve Stories (2012)

### Essais
- Spring Snow: The Seasons of New England from The Old Farmer's Almanac (1995)
- A Stitch In Time : Townshend, Vermont, 1753-2003 (2003)

## Adaptation
- 2015 : Viens avec moi (Blackway), film américain réalisé par Daniel Alfredson, adaptation de Go with Me